# Cyndi Lauper
Cyndi Lauper, eg. Cynthia Ann Stephanie Lauper, född 22 juni 1953 i Queens i New York, är en amerikansk sångerska och skådespelare. Kända låtar med henne är "Girls Just Wanna Have Fun", "Time after Time", "True Colors" och "I Drove All Night".

## Biografi

### Bakgrund och genombrott
Lauper gav ut sin första singel 1977. Hon var under flera år med i gruppen Blue Angel som gav ut sitt enda album 1980.
Cyndi Laupers genombrott kom 1983. Under de kommande åren skulle hon med låtar som "Girls Just Wanna Have Fun", "Time after Time" och "True Colors" nå en position som en av 1980-talets mest framträdande kvinnliga soloartister, i konkurrens med bland annat Madonna. Debutalbumet She's So Unusual sålde dubbel platina i bland annat Storbritannien och sex gånger platina i hemlandet.
1985 sjöng Cyndi Lauper solo i USA for Africas "We Are the World".

### Senare karriär
1986 års album True Colors, där Lauper medskapat ett antal av sångerna, nådde platina i USA. En av skivans tre hitlåtar, "Change of Heart" nådde plats tre på topplistan, men i övrigt kunde hon inte nå framgångarna från debutalbumet.
1989 års hitlåt "I Drove All Night" skrevs ursprungligen för Roy Orbison. Hans inspelning gavs dock inte ut förrän 1992, tre år efter Laupers version och fyra år efter Orbisons död.
1993 medverkade hon i The Hooters låt Boys Will Be Boys, presenterad på gruppens album Out of Body.
2005 släppte hon skivan The Body Acoustic med akustiska versioner, ofta med en gästartist, av hennes tidigare hitlåtar.
I maj 2008 släppte hon albumet Bring Ya To The Brink, till hälften skapat i Sverige i samarbete med bland andra Kleerup, Alexander Kronlund och Max Martin. Samma år medverkade hon tillsammans med The Hives på singeln A Christmas Duel, som kom att bli hennes största hitt hitintills i Sverige med en fjärdeplacering på topplistan.
Laupers kritikerhyllade album Memphis Blues toppade 2010 Förenta Staternas bluestopplista tio veckor i rad. Det är Cyndis bäst säljande album sedan 1989 års A Night to Remember.

### Övrigt
Lauper talar flytande japanska, och har under senare år sjungit på och talat språket vid flera tillfällen i japansk TV.
I amerikanska filmen "Vibes" (Pyramidens Mysterium) sjunger Lauper, när hennes synska roll är i trans, Välsignelse följer i gudarnas spår från Förklädd gud av Lars-Erik Larsson med text av Hjalmar Gullberg på svenska.
Som skådespelerska har hon bland annat medverkat i filmen Life with Mikey, där hon spelade mot Michael J Fox, och ett gästspel i komediserien Galen i dig.
Dessutom har hon medverkat i TV-Serien Bones.
Hon har varit gift med skådespelaren David Thornton sedan 24 november 1991. Paret träffades under inspelningen av filmen Off and Running. 
Hon har en son som heter Declyn Wallace Lauper Thornton även känd som Dex Lauper (född 19 november 1997). 

## Utmärkelser
1984 fick hon en Grammy som "Bästa nykomling" och 1995 en Emmy Award för sin roll i just Galen i dig, för "Bästa gästskådespelerska i komediserie".

## Diskografi
Placering på svenska topplistan om uppgift funnits.

### Album
Avser originalalbum eller samlingar med helt nya låtar inkluderade.
- Blue Angel (1980) (med Blue Angel. Gavs ej ut i Sverige)
- She's So Unusual (1984) (22)
- True Colors (1986) (20)
- A Night to Remember (1989) (32)
- Hat Full of Stars (1993)
- Twelve Deadly Cyns...and Then Some (1994)
- Sisters of Avalon (1996)
- Merry Christmas...Have a Nice Life (1998)
- At Last (2003)
- Shine (2004, hela albumet bara utgivet i Japan)
- Shine (2004, minialbum för USA med delvis andra versioner av låtar från japanska albumet)
- The Body Acoustic (2006)
- Bring Ya to the Brink (2008)
- Memphis Blues (2010)
- Detour (2016)

### Singlar (i urval)
- You Make Loving Fun (1977) (ej släppt i Sverige)
- Girls Just Wanna Have Fun (1983) (5)
- Time after Time (1983) (10)
- Hey Now (Girls Just Wanna Have Fun)l (1994) (38)
- A Christmas Duel (2008) (med The Hives) (4)

## Filmografi i urval
- 1985 - The Goonies
- 1988 - Vibes
- 1990 - Mother Goose Rock 'n' Rhyme
- 1991 - Off and Running (även som Moon Over Miami)
- 1993 - Life with Mikey
- 1994 - Mrs. Parker and the Vicious Circle
- 1999 - The Opportunists
- 2009 - Gossip Girl ett avsnitt säsong 2